# やきそばかおるのラジオコンシェルジュ
『やきそばかおるのラジオコンシェルジュ』は、2021年4月2日から渋谷のラジオで放送されているラジオ番組である。

## 番組概要
2021年4月、開局5周年を迎えた渋谷のコミュニティーFM・渋谷のラジオの春の改編に伴い、開始した。
ラジオ業界の旬の話題をラジオコラムニストのやきそばかおると渋谷のラジオ理事長の西樹が伝えていく番組。毎回、ゲストを招いてトークをしていく。

## 放送時間
- 渋谷のラジオ 毎週金曜 21:30 - 22:00[1]

放送後には、noteにアーカイブが公開される。

## ゲスト
- 第2回（2021年4月9日） - 山原麗華（ラジオ沖縄『山原麗華の元気なナツメロ（爆笑）』『華華天国』を担当。）[3]
- 第3回（2021年4月16日） - 大西由梨（エフエム高知『タンパク質王子と大西由梨のミッドナイトターキー』を担当。）[4]
- 第4回（2021年4月23日） - 長谷雄蓮華（CBCラジオ『ラジ和尚 長谷雄蓮華のちょっとかけこまナイト!』を担当。）[5]
- 第5回（2021年4月30日） - 山田彩乃（新潟放送『マエカブナカシズカ』を担当。）[6]
- 第6回（2021年5月7日） - 池田麻衣子（大分放送『夜のイチスタ』『情熱ライブ!Voice』を担当。）[7]
- 第7回（2021年5月14日） - 江本一真（広島エフエム放送『江本一真のゴッジ』を担当。）[8]
- 第8回（2021年5月21日） - 相場詩織（エフエム秋田『MiX』を担当。）[9]
- 第9回（2021年5月28日） - 高木マーガレット（ZIP-FM『SWEET VOX』を担当。）[10]